# Quietula
A Quietula a sugarasúszójú halak (Actinopterygii) osztályának sügéralakúak (Perciformes) rendjébe, ezen belül a gébfélék (Gobiidae) családjába és a Gobionellinae alcsaládjába tartozó nem.

## Rendszerezés
A nembe az alábbi 2 faj tartozik:
- Quietula guaymasiae (Jenkins & Evermann, 1889)
- Quietula y-cauda (Jenkins & Evermann, 1889) - típusfaj